# Савково (Вологодская область)
Савково — деревня в Верховажском районе Вологодской области.
Входит в состав Чушевицкого сельского поселения, с точки зрения административно-территориального деления — в Чушевицкий сельсовет.
Расстояние по автодороге до районного центра Верховажья — 43,2 км, до центра муниципального образования Чушевиц — 6,6 км. Ближайшие населённые пункты — Басайлово, Владыкино, Пеструха.
По переписи 2002 года население — 1 человек.